# 大村入国管理センター
大村入国管理センター（おおむらにゅうこくかんりせんたー、出入国在留管理庁入国者収容所大村入国管理センター、英語: Omura Immigration Center）は、長崎県大村市に位置する入国者収容所で、在日外国人の収容・送還を行う。法務局の外局である出入国在留管理庁の下部組織で、全国に2カ所ある入国管理センターのうちの1つである。もう一つは茨城県牛久市にある東日本入国管理センター。

## 略史
- 1946年4月6日：佐世保引揚援護局の針尾収容所に「不法入国者」専用の収容所が設けられる[2][3]。
- 1950年10月1日：出入国管理庁の設置に伴い、「針尾入国者収容所」が発足する[4][5]。
- 1950年12月：針尾収容所が移転し、長崎県大村市の旧第二十一海軍航空廠本館を再利用し「大村入国者収容所」として発足する[6][5]。
- 1952年：法務省へ移管される[5]。
- 1993年：大村収容所の名称が変更され、「大村入国管理センター」が開設される。
- 2019年：入国管理局の廃止にともない、大村入国管理センターは出入国在留管理庁の施設等機関になる。

## 歴史

### 前身・針尾収容所の発足

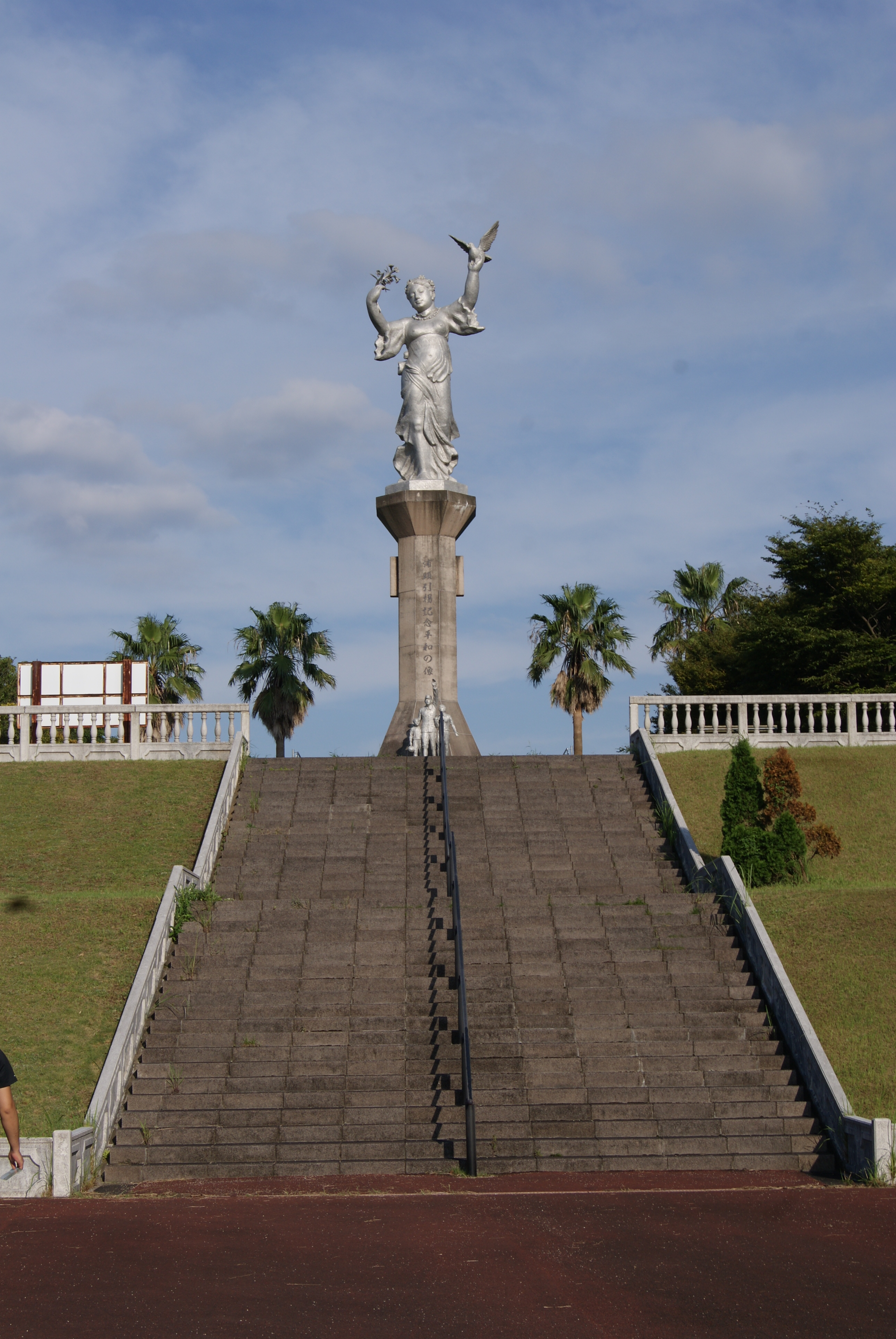
浦頭引揚記念平和公園。針尾島にある。

1945年の太平洋戦争の終結後、各地に残された日本人の引き揚げや、日本からの朝鮮人などの帰還が課題となった。主要港は「内地」への引揚と、「外地」への帰還のための指定港となり、厚生省の引揚援護局が設置された。佐世保港はその一つであり、佐世保湾と大村湾に跨る針尾島に援護局が置かれた。
1946年、GHQは在日朝鮮人の入国管理に対する関与を強め、また朝鮮半島でのコレラ流行への対策から、「引揚に関する総司令部覚書」ならびに「コレラ指令」を発布した。これにより、佐世保港はコレラ検疫港に指定され、針尾収容所は検挙された「密航者」の収容所として機能するようになった。収容場は全国に16か所あったが、その中で唯一の「非日本人の送還港」が佐世保港であり、そこに作られた針尾収容所は、GHQと日本政府の管理下で密航者の収容や送還を担うこととなった。
佐世保引揚援護局では、1946年8月から12月の4か月の間に、1万5000人の送還を行った。その後、1950年までに4万6000人の送還を行った。
1950年6月、朝鮮戦争の勃発を受けて、同年10月1日に「出入国管理庁設置令」が施行され、外務省の外局として出入国管理庁が設置された。これに伴い、佐世保引揚援護局内の針尾収容所を改組し、出入国管理庁の付属機関の「針尾入国者収容所」が発足した。

#### 背景
こうした流れの背景には、戦前には日朝に跨って形成された生活圏が、アメリカの占領によって分断され、その分断をまたいだ移動が不法化されたことがある。1947年、外国人登録令によって在日朝鮮人への外国人登録証が進められたが、これは「密航」の事実を決定するための政策でもあった。これによって、戦前は同化政策を進められた朝鮮人が、戦後は「みなし外国人」として日本国民から分断され、さらに在日朝鮮人内部で、外国人登録証の有無によって合法／非合法に分断された。佐世保引揚援護局の歴史を記した『局史』によれば、「密航者」とされる不正入国者の大半は、戦前日本に居住し、当時は生活の安定を得ていたが、終戦後に独立国となった祖国に戻るも、生活の不安定や家族との別離に苦しみ、再び日本に戻ってきたものが多いという。

### 大村収容所

#### 1950年代
1950年12月、朝鮮戦争勃発によって同収容所が警察予備隊の駐屯地となったため、長崎県大村市の旧第二十一海軍航空廠本館を再利用し、「大村入国者収容所」として再出発する。1万4000坪、1000人の収容能力があった。大村に収容所が建てられたのは、針尾島の近所で使用可能な土地であったという偶然の要素もあるが、これに加えて、鉄道の幹線がなく、朝鮮人の居住者が多い北九州から隔離することができ、朝鮮人コミュニティから隔絶できるという側面もあった。
大村収容所は、法務省出入国管理局の規定によれば、「朝鮮より密入国してきた密入国者を法律によって処罰したあと、本国に強制送還する送還船に乗せて帰す時まで、船待ちさせる―すなわり集団待機収容をさせる場所である」とあるが、実質的には送還可能な時まで長く収監する長期収容所として機能した。これはあくまで船待ち所であり、刑務所ではないから、出来る限りの自由を与えなければならず、人権尊重の基本的考えに立つ必要があると謳われた。つまり本来は懲罰施設や矯正施設ではないのだが、実際には、被収容者に対する無権利的な扱いや差別的な扱いが横行していた。
1952年に講和条約が発効すると、韓国政府は在日韓国人の法的地位が未確定であることを理由に、日本から送還された大村収容所の被収容者の受け入れを拒否するようになった。韓国への受け入れを拒否された被収容者は、日本での即時の釈放を求めたが、大村収容所に再収容された。これにより、数年にわたる長期の収容を余儀なくされた者も多い。1952年、長期間の収容に耐えかねて、収容者が集団脱走状態に陥り、警察・消防団などが鎮圧に当たった。
1953年9月、建設費1億6000万で改修が行われ、収容人員1000名、敷地1万4000坪となった。収容所は高さ5メートルの鉄筋コンクリートの塀に覆われて、四隅には逃亡監視塔があった。収容室は9棟あり、各棟が2階建てである。部屋には二重の鉄格子・鉄の錠前があり、金網と鉄条網は塀の中にも張りめぐらされるなど、刑務所以上に厳戒態勢が引かれた。
この頃の被収容者の暮らしは悲惨で、お湯が出るのは朝・昼・夜のわずかな時間のみで、自費で物を購入する場合にも希望を出してから一週間以上はかかり、食事を残すと蟻やネズミがたかり、医師の診察もなおざりであった。当時の被収容者は、旧日本帝国時代の日本政府の姿がそこにはあり、日本の戦後も、平和憲法の影もそこにはないと述べている。針尾島時代や、大村への移転直後は、家族の雑居が許されるなど規則の緩いところがあったが、時代を追うごとに規律が厳しくなった。1953-54年には、被収容者によって座り込み・デモ・ハンストなどが行われたが、収容所はこれを武力弾圧し、死傷者を出す事件となった。
1954年には、収容人数が1300人に達し、新収容所の建設が着手された。しかし、これらは長期収容の根本的な問題の解決にはならず、保証金や保護団体等の保証書によって「仮放免」を可能にする制度が作られ、大村の被収容者については大村入国者収容所長が仮放免を決めていた。1955年には、日韓親和会が保護事業を引き受け、仮放免者の身元の引き受けを行った。1957年には、日韓政府間の相互釈放の覚書が調印され、その際には大村収容所にいる送還できない被収容者を放免することの合法性が示された。これらによって、大村収容所から仮放免される朝鮮人は、在留特別許可を受けることとなり、1957年に仮放免された者は600名以上いた。また、収容所内で南北対立が起こることもあり、北朝鮮への帰還を求める人、韓国への帰還を求める人が分かれることもあった。
1950年代から、行政処分としてはあまりに過酷な状況が批判され、「日本のアウシュビッツ」「刑期なき獄舎」と呼ばれ、反対運動が展開された。1970年代には、「ベトナムに平和を!市民連合」が、大村収容所解体闘争を展開し、出入国管理令の改正に反対し、韓国人の強制送還の告発を行った。また、大村に住む人々との交流がなされることもあり、1958年には大村市立中央小学校の児童が大村収容所への「慰問」を行った。この時の様子を描いた作文は、「友情をつなぐ学級」として1959年の第九回全国作文コンクールで佳作に入賞し、1960年には青山通春監督のもと『日本の子供たち』として映画化された。

#### 1970年代以降
在日朝鮮人であったために、広島で被爆したものの被爆者手帳を受け取れず、手帳の交付と治療を求めて密航していた孫振斗も、1973年から2年4か月の間、大村収容所に入っていた。孫振斗は、手帳の交付を求めた裁判で勝訴し、収容所を出ることになった。また、1977年の在日朝鮮人救援弁護団会議の調査報告には、「刑期無き獄舎」こと大村収容所で割腹自殺を図ったのち、強制送還された者がいたと記録されている。
1980年代には、鉄筋コンクリート二階建てで、一階に十数畳の部屋が十あり、一部屋に十人が住み、畳一畳に一人が敷き詰められる計算であった。娯楽室にはテレビ・卓球台があり、敷地内には運動場が備えられている。電話を自由にかけることができず、手紙の検閲もなされた。年に三回、航空機による密航者の集団送還が行われた。
こうして大村収容所は、組織改編を経ながらも、1980年代までは原則朝鮮人を収容・送還する施設として機能することになった。1950年12月から1980年6月までに、約2万人の在日朝鮮人が送還された。髙谷幸は、こうした歴史的経緯を踏まえ、大村収容所は、戦後の日本が「民族的な国民国家」として再定義するため、つまり多民族帝国を民族国家へと強制的・物理的に振り分けるための装置として、決定的な役割を果たしたと指摘する。また、玄武岩は、「帝国の空間」における移動が、国民国家に収縮する過程で形成された、日本の出入国管理政策の産物が大村収容所であると述べる。
その後、朝鮮人被収容者の減少にとって代わるように、他国籍・地域の外国人が収容されるようになった。その収容対象者の多くは資格外就労の外国人である。名称も「大村入国管理センター」に変更され、現在に至る。

## 現在

### 施設
- 1、2階：面会室、警備指令室、診察室、レントゲン室、学習室、カウンセリングルーム、検査室、会議室、中庭屋外運動場
- 3、4階：収容施設[注釈 3]、娯楽室（卓球用具）、図書室、清涼飲料水の自動販売機、公衆電話2台
- 収容定員：708名[42]
- 所在地：〒856-0817 長崎県大村市古賀島町644-3[43]
- 面会受付時間：9:00-12:00・13:00-16:00（土・日曜日、休日を除く）[43]
- 交通：
  - 長崎空港からタクシー：5分
  - JR大村駅からタクシー：15分
  - 大村インターチェンジから自動車：15分

### 組織
総務課・会計課・診療室・企画管理・執行部門・処遇部門からなる。職員数は、2007年は67名、2020年は63名である。処遇部門は24時間体制で被収容者の見張りを行い、企画管理・執行部門が送還業務を行う。他の地方出入国在留管理局から応援の派遣を受けることもある。

### 被収容者
入国管理センターは現在日本に二つ存在しているが、東日本入国管理センターと大村入国管理センターとで収容者に区別は存在しない。入国警備官が、被収容者と収容施設の状況を判断し，各地の出入国在留管理局から入国管理センターへの移送を決定する。ただ、多くの場合は、交通の便がよい東日本入国管理センターに収容される。送還忌避者・帰国希望者でも基本的な取扱いは変わらないが、早期出国の目途が立たず、収容が比較的長期化する場合に入国管理センターに収容されることが多いため、大村には送還忌避者が比較的多い。新しく大村に入る人の数は、2008年は633人いたが（出所者数も同程度）、2021年には16名に激減している。
2019年11月時点で、被収容者は74人である。一部屋の広さは14-15畳ほどで、一部屋に3、4人が収容されている。国籍はスリランカ11人、ブラジル9人、イラン8人、ペルー8人、ベトナム7人、ネパール6人、ナイジェリア5人で、年齢は20代8人、30代27人、40代18人、50代16人、60代5人である。収容期間は、退去強制令書が発付されてから6カ月未満が7人、6カ月～1年が6人、1～2年が27人、2～3年が21人、3～4年が7人、4～5年5人、5年以上が1人である。収容理由は、不法残留が52人、薬物関係の違反が14人、刑罰法令で1年以上の実刑を受けた者が13人、不法入国者が11人である。うち難民認定申請中の者は現在35人である。
2017年11月に秋田県に北朝鮮船籍の漁船が漂着した際には、生存者を取り調べたのち出国までの1カ月弱ほどの間、管理センターにて収容していたことがある。

#### 被収容者の生活
2019年11月時点で、収容室にはテレビが、共用スペースにはジュースの自動販売機がある。娯楽室には本棚があり、被収容者が職員を通じて購入した本や、外部の人が差し入れた本などがある。収容室は9時から16時45分までは開放されるが、他の時間は施錠される。開放時間中の指定時間に運動場での運動が可能である。被収容者の私物は、日用品や衣類などは収容室に持ち込み可能だが、携帯電話を含めて、他の物は事前に預かって倉庫に格納される。
被収容者への宗教上の配慮として、月に1回、キリスト教の牧師による礼拝が行われるほか、イスラム教の礼拝に際して祈祷用具・絨毯を用いることの許可、ラマダーンの月の食事の支給時間の配慮などがなされている。宗教やアレルギーによる禁忌食材への配慮も行われている。逃走や自損行為を阻止するため、完全なプライバシーの保護はなされず、トイレやシャワーはすりガラスが採用されている。
2019年6月24日、大村入国管理センター内でナイジェリア人男性が餓死する事件が起きた。その翌日の夕食では、全ての被収容者が食事を摂らず、ハンガーストライキを行った。また、2020年頃には、収容者が運動中にケガをしたが、適切な処置をしてもらえず、傷が壊死し寝たきりになるということがあった。

#### 被収容者の支援
長崎インターナショナル教会の牧師や、福岡県弁護士会などが支援を行っている。2023年には、福岡人権研究所のフィールドワークも行われた。支援者は、センター職員の立ち会いの下での被収容者との面会のほか、仮放免に関する一連の手続、弁護士の紹介、また難民支援協会などのNGOとの連携などを通して被収容者の支援を行っている。被収容者から支援者に電話をかけることは可能であるが、外部から被収容者に電話をすることはできない。また、その際の電話代が非常に高価であるため（国内の携帯電話に電話をする場合、7分で1000円）、支援者が電話カードを差し入れることも多い。被収容者はインターネットを使えず、連絡手段は電話に限られている。
仮放免が許可された場合、本来は保証人がセンターに来て手続きをする必要があるが、被収容者の保証人はほとんど関東や関西におりそれが難しいため、支援者が保証人の委任を受けて手続きをすることがある。また、保証人や居住地を探す手伝いや、被収容者の家族からの相談などを引き受ける場合もある。